# Râul Pravăț, Strei
Râul Pravăț este un curs de apă, afluent al râului Strei. 

## Hărți
- Harta județului Hunedoara
- Harta Munții Șureanu  Arhivat în 11 mai 2012, la Wayback Machine.